# Relais des Cimes
Le Relais des Cimes est un hôtel de l'île de La Réunion, département d'outre-mer français dans le sud-ouest de l'océan Indien. Situé à Hell-Bourg, ancienne station thermale du cirque naturel de Salazie, sur le territoire de la commune du même nom, il est rendu remarquable par les bâtiments qu'il occupe, une case créole de la première moitié du XXe siècle ainsi que ses dépendances.